# La divina comedia (Conrado del Campo)
La divina comedia és un poema simfònic compost per Conrado del Campo basat en l'infern de La Divina Comèdia de Dante Alighieri. L'any 1908 es va estrenar la primera part, el "pròleg instrumental de la Divina Comèdia". Més tard, el 17 d'abril de 1910 es va estrenar la segona part “La divina Comedia, fragmento final del Infierno, canto XXXIV” al Teatro Real de Madrid per l'Orquesta Sinfónica de Madrid dirigida per Enrique Fernández Arbós.

## Primera Part: La Divina Comedia- Infierno

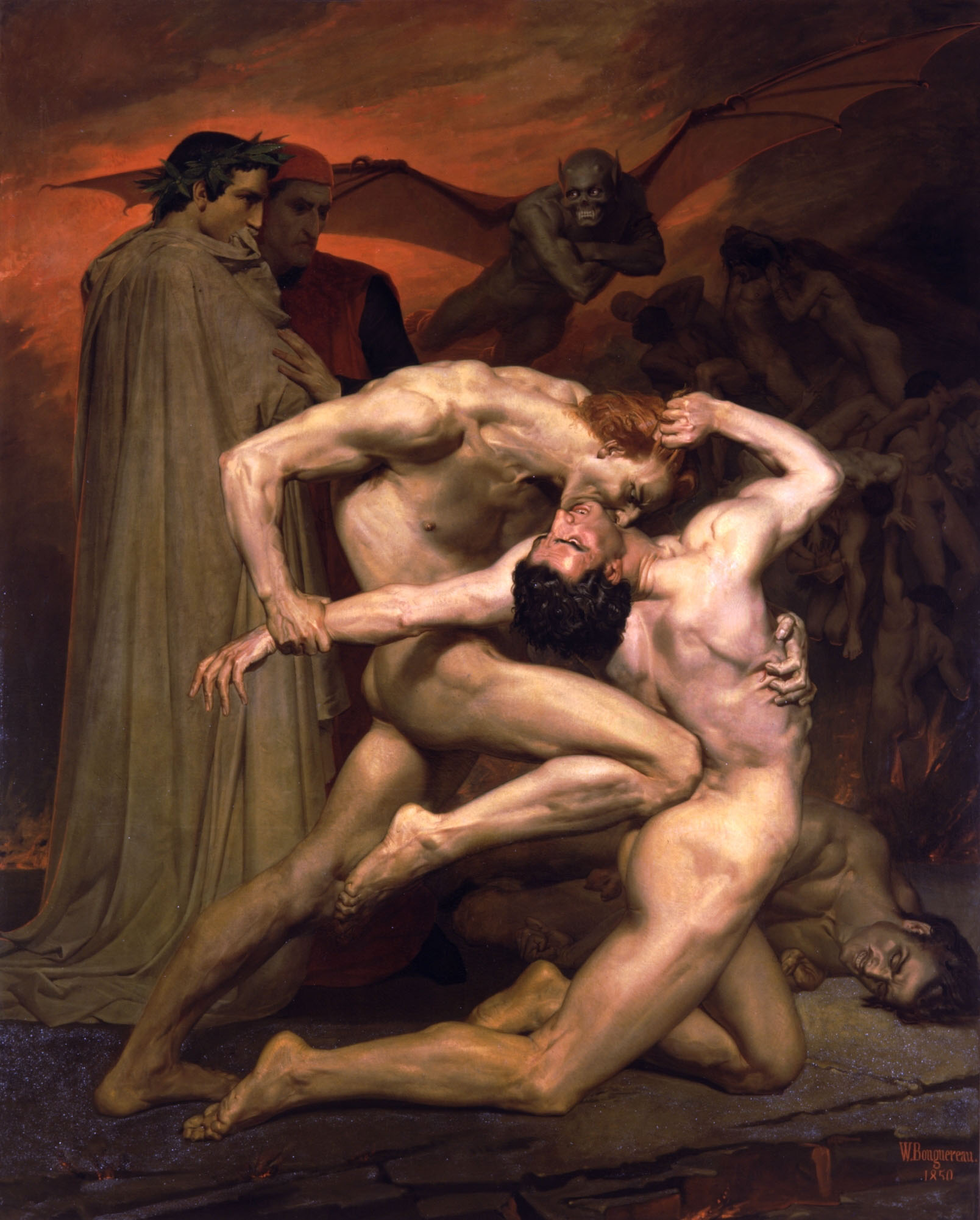
Dante i Virgili a l'infern
Pintura de William-Adolphe Bouguereau
Any 1850

### Inspiració
Conrado del Campo es va inspirar en l'inci de l'obra de Dante per a compondre'l en forma de poema simfónic, concretament en el trobament entre Dante i Virgili a l'infern, dos poetes que expliquen el seu viatge a l'infern, i la història de Paolo i Francesca dos amants condemnats pel seu amor adúlter.

### Característiques musicals
Conrado del Campo era un compositor influït pel romanticisme centreeuropeu, per Richard Wagner i Richard Strauss. Sonoritats inspirades en Tristany i Isolda de Wagner són presents i resulten fonamentals en aquesta obra.
Aquesta primera part de la Divina Comedia es caracteritza per l'ús del cromatisme i la densitat orquestral. Aquests dos factors creen una sonoritat que recrea l'infern dantesc amb punts en comú amb la sonoritat de wagneriana. Això posiciona a Conrado del Campo com a referent del sinfonisme postromànic espanyol rebutja les referències nacionalistes.

### Crítiques
Cecilio de Roda, crític del diari La Época, després de l'estrena de la primera part "pròleg instrumental de la Divina Comèdia":
“Tiene el color tétrico y sombrío que conviene a la selva selvaggia, aspera e forte; está tratado con elevación de pensamiento, con espíritu de vidente, en esa nebulosidad melódica que tanto caracteriza el estilo de este joven compositor”

## Segona Part: La divina Comedia, fragmento final del Infierno, canto XXXIV

### Inspiració

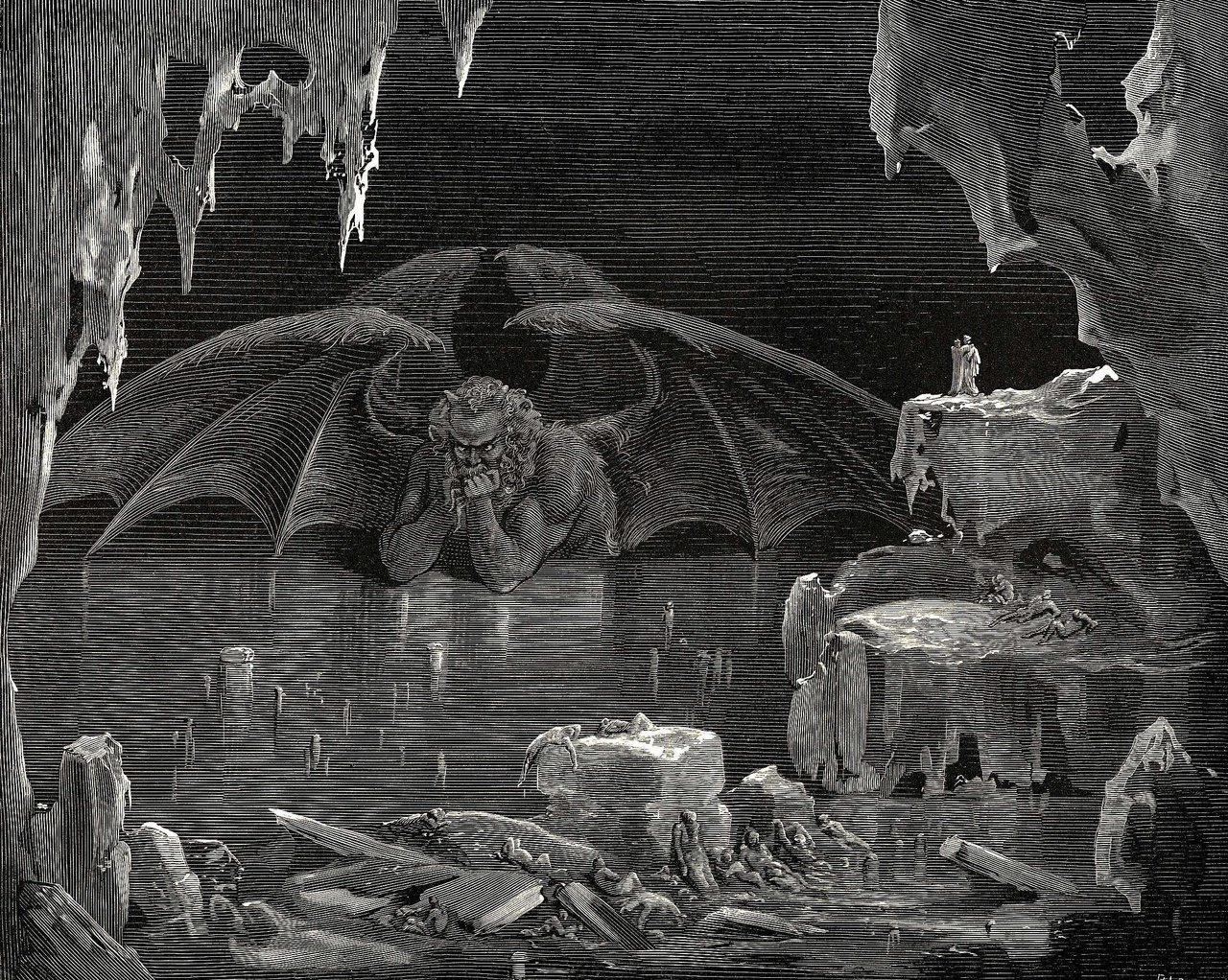
Cant XXXIV. Il·lustració de Paul Gustave Doré.

Aquest fragment final es basa en la sortida de Dante i Virgili de l'infern, escapen de Satanàs i arriben a un forat que els porta del centre de la Terra a l'altre hemisferi i surten a la superfície del purgatori.

### Característiques musicals
Aquesta part es caracteritza per la sensibilitat instrumental amb la que del Campo tracta els aguts en els instruments de fusta i els harmònics de la corda, crea una atmosfera diluïda en un núbol sonor.
L'obre comença amb la melodia del corn anglès, els clarinets i els fagots amb la indicació de dinàmica f (forte), apareixen reguladors d'expressió i els silencis de rodona i lligadures són abundants.

### Crítiques
El crític Manrique de Lara va escriure de la segona part “La divina Comedia, fragmento final del Infierno, canto XXXIV”:
“la más hermosa entre todas las composiciones de su autor y una de las más afortunadas de que puede envanecerse la moderna producción musical española”

## Partitura
La partitura de La Divina Comedia es troba a l'arxiu de la SGAE (Societat General d'Autors i Editors) i a la Biblioteca del Conservatorio Superior de Castilla y León (COSCYL). La data de publicació va ser l'any 2001 i compta amb 109 pàgines.

## Instrumentació
- Flautes (I, II i III)
- Oboès (I i II)
- Corn anglès
- Clarinets en si bemoll (I i II)
- Clarinet baix en si bemoll
- Fagots (I, II i III)
- Contrafagot
- Trompes en fa (I, II, III i IV)
- Trompetes (I, II i III)
- Trombons (I, II i III)
- Tuba
- Timbal
- Percussió
- Arpa
- Violins (I i II)
- Viola
- Violoncel
- Contrabaix

## Estrena
Ambdues parts de La divina comedia van ser estrenades al Teatro Real per l'Orquestra Sinfónica de Madrid, dirigides per Enrique Fernández Arbós. L'estrena es va dur a terme en petits cicles de concerts on hi eren interpretats fragments de Wagner, simfonies de Beethoven i Mozart. A la premsa el van anomenar «un dels músics més intel·lectuals i somniadors».

L'octubre de 1913, La divina comedia va ser interpretada al Théâtre des Champs-Élysées de París per la mateixa Orquestra Simfónica de Madrid, també es va portar a Sant Petersburg i Roma, on no va despertar gaire interès per la manca de nacionalisme i tòpics espanyols dins de l'obra.
«Ya puede suponerse que los mayores elogios y las ovaciones más nutridas han sido para aquellas obras que más plenamente respondían al concepto que de nuestra música se tiene en el extranjero. Así, mientras el hermoso poema sinfónico de Conrado del Campo y las exquisitas Escenas de niños de Oscar Esplá sólo merecieron el placet del auditorio, no obstante su mérito considerable, superior a muchas geniales banalidades que dan la vuelta al mundo bajo pabellón ruso, alemán o francés, la unanimidad de sufragios y el aplauso más cálido fueron para el Polo gitano de Bretón […] y La Procesión del Rocío de Turina.» 
(Revista Musical Hispano-Americana, febrer 1915)

## Ús de la Divina Comèdia a La Tragedia del Beso

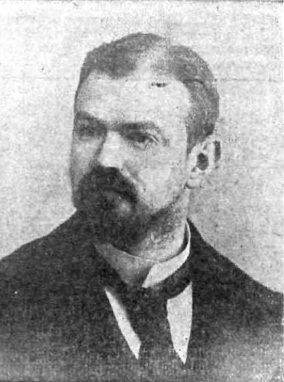
Retrat de Carlos Fernández Shaw, fotografia de Manuel Compañy recollida a la revista Nuevo Mundo.

Conrado del Campo es va trobar a un punt amb el llibretista Carlos Fernández Shaw i van encaminar un projecte junts que es va desenvolupar fins a convertir-se en La Tragedia del Beso (1915), la versió operística de la música simfònica de La divina comedia.
El infierno (Canto XXXIV), és a dir, la segona part de La divina comedia, apareix a l'òpera. El tercer quadre de l'òpera l'inclou de manera quasi exacta ajustada per a la incorporació de parts vocals. Això es va reflectir a la crítica de La Época:
"El manejo de la orquesta, es un arte especialísimo de Conrado del Campo, y en la obra actual no sabemos qué admirar más: si su diversidad o su riqueza. Aquel prólogo, digno de Wagner, contrasta profundamente con el delicioso scherzo con que comienza la acción fundamental; el turbulento y trágico desenlace del drama, con la calma y serenidad que le sucede cuando los poetas inmortales ascienden de las profundidades infernales a la augusta paz de la Naturaleza, envuelta aún en las tinieblas de la noche, poco a poco disipadas. Este fragmento final, que ya hemos oído en conciertos sinfónicos, es de una inspiración elevadísima y de una consecución soberbia"
En canvi, el pròleg instrumental que descriu l'arribada de Dante i Virgili a l'infern no va ser inclòs a l'òpera, però és possible la seva interpretació com a obertura, ja que el pròleg acaba en Sol major i l'òpera comença en Sol menor. De fet, a l'anterior exemple s'entreveu que així es va fer el dia de l'estrena.

## Altres obres del segle XX inspirades en l'Infern de La Divina Comedia de Dante[13]
| Compositor          | Any de composició | Nom de l'obra                                 |
| ------------------- | ----------------- | --------------------------------------------- |
| Rued Langgaard      | 1937              | Flammekamrene                                 |
| Frederick Ashton    | 1940              | Dante Sonata                                  |
| Rued Langgaard      | 1951              | Dante's "Helvede"                             |
| Bernard Parmegiani  | 1973              | Enfer                                         |
| Robert du Bois      | 1974              | Inferno                                       |
| Salvatore Sciarrino | 1981              | La Voce dell'Inferno                          |
| Antonio Bibalo      | 1983              | Cantico for Mezzo Soprano and Prepared Tape   |
| Poul Ruders         | 1983              | Dante sonata for piano                        |
| Sven-Erik Back      | 1990              | Musik till Dantes Divina Commedia, I: Inferno |
| Charles Wuorinen    | 1992              | The Mission of Virgil                         |
| Jan van Vlijmen     | 1993              | Inferno: cantate 0                            |
| Anita Saij          | 1996              | Acid Cirq                                     |
| Dietmar Hippler     | 1997              | Inferno                                       |
| Andre Pluess        | 19-?              | Dante's Inferno                               |